# Pararaeolaimus megaloamphidus
Pararaeolaimus megaloamphidus is een rondwormensoort uit de familie van de Diplopeltidae. De wetenschappelijke naam van de soort is voor het eerst geldig gepubliceerd in 1961 door Timm.